# Bursadella proceros
Bursadella proceros is een vlinder uit de familie van de Immidae. De wetenschappelijke naam van de soort is voor het eerst geldig gepubliceerd in 1928 door Edward Meyrick.